# Place Ady-et-Gilberte-Steg
La place Ady-et-Gilberte-Steg est une place située dans le 12e arrondissement de Paris, en France.

## Situation et accès
La place est située au croisement du boulevard Diderot et des rues de Charenton et Beccaria.

## Origine du nom
La place porte le nom d'Ady Steg (1925-2021) et Gilberte Steg (1924-2021), couple de résistants et de médecins français.

## Historique
Par délibération du 12 juillet 2024, la voie prend la dénomination de « place Ady-et-Gilberte-Steg ».